# Gama-D-glutamilaminometilsulfonska kiselina
GAMS, Gama-D-glutamilaminometilsulfonska kiselina, je antagonist AMPA receptora.